# Wappen Ungarns
Das Wappen Ungarns ist gespalten, heraldisch rechts das alte Wappen Ungarns (Altungarn), heraldisch links das neue Wappen (Neuungarn). Auf dem Wappenschild ruht die Stephanskrone. Vermutlich ist das neue Wappen aber älter.

## Bestandteile

### Neuungarn: Das Doppelkreuz
| Wappen Neuungarns | Blasonierung: „In Rot ein silbernes (weißes) Doppelkreuz (Lothringerkreuz) auf einem grünen Dreiberg, das in einer goldenen Krone steht.“ |
| Wappen Neuungarns | Wappenbegründung: Das Doppelkreuz im Wappen stammt aus dem 9. Jahrhundert und geht auf eine altungarische Rune zurück, der Dreiberg kam im frühen 14. Jahrhundert auf und symbolisiert die drei Gebirge Tátra, Fátra, Mátra, die Krone unter dem Kreuz wurde am Anfang des 17. Jahrhunderts hinzugefügt. Das Doppelkreuz hat der erste christliche König Ungarns, Stephan der Heilige, zur Zeit Papst Sylvesters II. im Jahr 1000 am 27. März in die königlichen Abzeichen integriert. Es symbolisiert die apostolische Würde des ungarischen Königtums. |

Das „neue“ Wappen stand im Mittelalter zeitweise für das Neutraer Fürstentum beziehungsweise für nördliche Teile des Königreichs Ungarn (seit dem 18./19. Jahrhundert als Oberungarn bekannt), gleichbedeutend etwa mit dem Gebiet der heutigen Slowakei. Einziger Unterschied zum Wappen der Slowakei ist das Fehlen der Krone und die Verwendung der slawischen Farben blau – weiß – rot statt der ungarischen grün – weiß – rot.

### Altungarn: Die Querstreifen
| Wappen Altungarns | Blasonierung: „Vier rote und vier silberne (weiße) Querstreifen.“ |
| Wappen Altungarns | Wappenbegründung: Seine Entstehung und Bedeutung sind umstritten. Allem Anschein nach entstand es als Symbol der ungarischen Herrscher des südlichen Grenzherzogtums Ungarns, das am Ende des 11. Jahrhunderts in Kroatien und Dalmatien geschaffen wurde. Als Erster hat es der Grenzherzog Emmerich von Árpád, der spätere ungarische König (1196–1204), verwendet und dann sein Nachfolger in Kroatien, Andreas, der ebenfalls später König von Ungarn war (1205–1235). Nach anderer Ansicht ist das Wappen erst 1198 entstanden, als Emmerich die Prinzessin Konstanzia von Aragón heiratete und dabei sein eigenes Wappen durch eine Abänderung des Wappens des Aragón-Geschlechts (des heutigen Wappens Spaniens) schuf. Es gibt weiterhin die Meinung, dass das „alte“ Wappen eine bestimmte Bedeutung hatte. Die häufigsten Deutungen sind: - es war ein Symbol der Árpáden (Gegenargument: Es wurde nicht vererbt) - es war ein Symbol der Vereinigung aller Länder des Ungarischen Königreichs - die vier Streifen symbolisierten die vier Hauptflüsse des Königreichs (Donau, Theiß, Drau und Save) |

## Geschichte
| Die Teile des Wappens des ungarischen Königreiches | Die Teile des Wappens des ungarischen Königreiches |
| -------------------------------------------------- | -------------------------------------------------- |
| Das Wappen des Königreiches Ungarn 1915            |                                                    |
| Stephanskrone (darüber)                            |                                                    |
| Dalmatien                                          | Kroatien                                           |
| Slawonien                                          | Siebenbürgen                                       |
| Bosnien und Herzegowina                            | Fiume                                              |
| Wappen Ungarns (Mitte)                             |                                                    |

Als erstes Wappen des Königs im eigentlichen Sinne wurde um 1189 das „neue“ Wappen von Béla III. bei einem Kreuzzug verwendet, damals noch ohne die drei Berge. Seine Nachfolger Emmerich (1196–1204) und Andreas II. (1205–1235) verwendeten das „alte“ Wappen. Als das Land unter Béla IV. (1235–1270) 1262 vorübergehend in zwei Teile aufgeteilt wurde, war das „neue“ Wappen das Symbol des nordwestlichen Teils und das „alte“ Wappen das des anderen Teils unter der Oberhoheit Stephans V. Der letzte König aus dem Geschlecht der Árpáden, Andreas III. (1290–1301), verwendete wieder das Doppelkreuz. In der Zeit der Thronkämpfe nach dem Aussterben der Árpáden führte der böhmische König Ladislaus V. (1305–1306) sowie sein Nachfolger Otto von Bayern (1305–1307), die nur Nord-West-Ungarn (etwa das Gebiet des heutigen West-Ungarns, des Burgenlandes) und der West-Slowakei beherrschten, das „neue“ Wappen, und zwar bereits einschließlich der drei Berge. Karl Robert von Anjou (1307–1342) hingegen verwendete ein zweigeteiltes Wappen bestehend aus dem Symbol der Anjou-Familie sowie aus dem „alten“ Wappen (Streifen) des ehemaligen Königs Stephan V. (siehe oben), dessen Tochter Maria er heiratete.
Ab dem späten 14. Jahrhundert wurde das „neue“ Wappen sowohl als Symbol für Oberungarn (partes Danubii septentrionales, partes regni superiores, das Gebiet der heutigen Slowakei und des nordöstlichen Ungarn) verwendet, als auch ein Symbol der ungarischen Könige. Als Symbol für Oberungarn wurde es dabei eher zusammen mit den drei Bergen verwendet, als das Symbol der ungarischen Könige hingegen eher ohne die drei Berge. So war das Staatssymbol von Ludwig dem Großen (1342–1382) ein viergeteiltes Wappen, das unter anderem aus dem Symbol von Karl von Anjou (das seinerseits das „alte“ Wappen enthielt) als dem Symbol für die südlichen Teile Ungarns (partes regni inferiores) und daneben aus dem „neuen“ Wappen als dem Symbol für Oberungarn zusammengesetzt ist. Ein gutes Beispiel für die Doppelbedeutung des Doppelkreuzes ist das große Siegel des Königs Sigismund von Luxemburg (1387–1437). Dieses enthält zwar in der Mitte das „neue“ Wappen, ist jedoch von im Kreis platzierten Wappen der von Sigismund beherrschten Gebiete umgeben, unter denen sich unter anderem das „alte“ Wappen als das Symbol für Pannonien und das „neue“ Wappen ein zweites Mal als das Symbol für Oberungarn befindet.
Seit die Habsburger 1526 die Könige dessen geworden sind, was vom Königreich Ungarn nach den türkischen Eroberungen übrig geblieben ist, wurde das heutige ungarische Symbol verwendet. Die kleine Krone unter dem Kreuz kam erst im 17. Jahrhundert hinzu.
Zeitweise gab es ein großes Staatswappen, das, wie das König Sigismunds, die Symbole anderer Landesteile beinhaltete und in der Mitte das heutige Wappen trug.

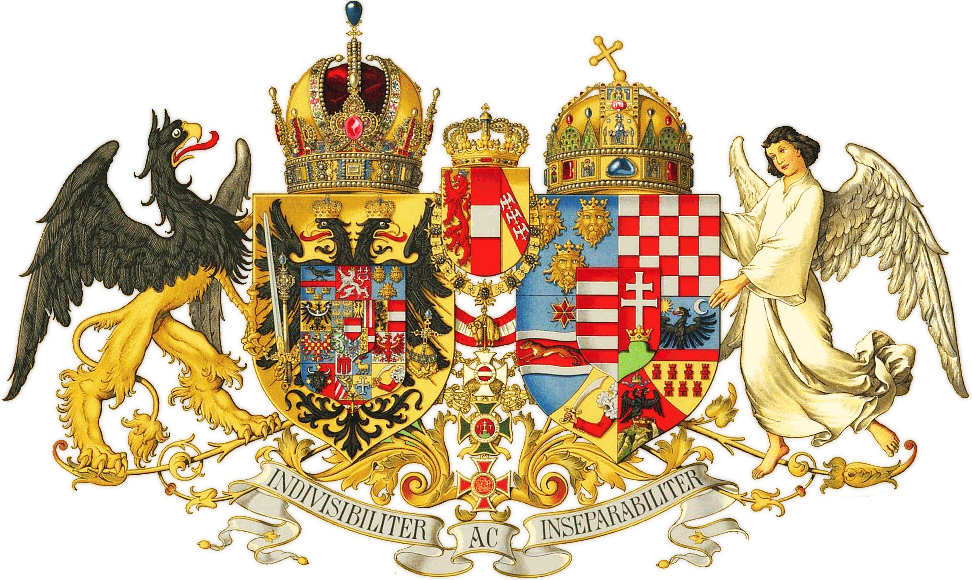
Das Wappen Österreich-Ungarns von 1915 bis 1918
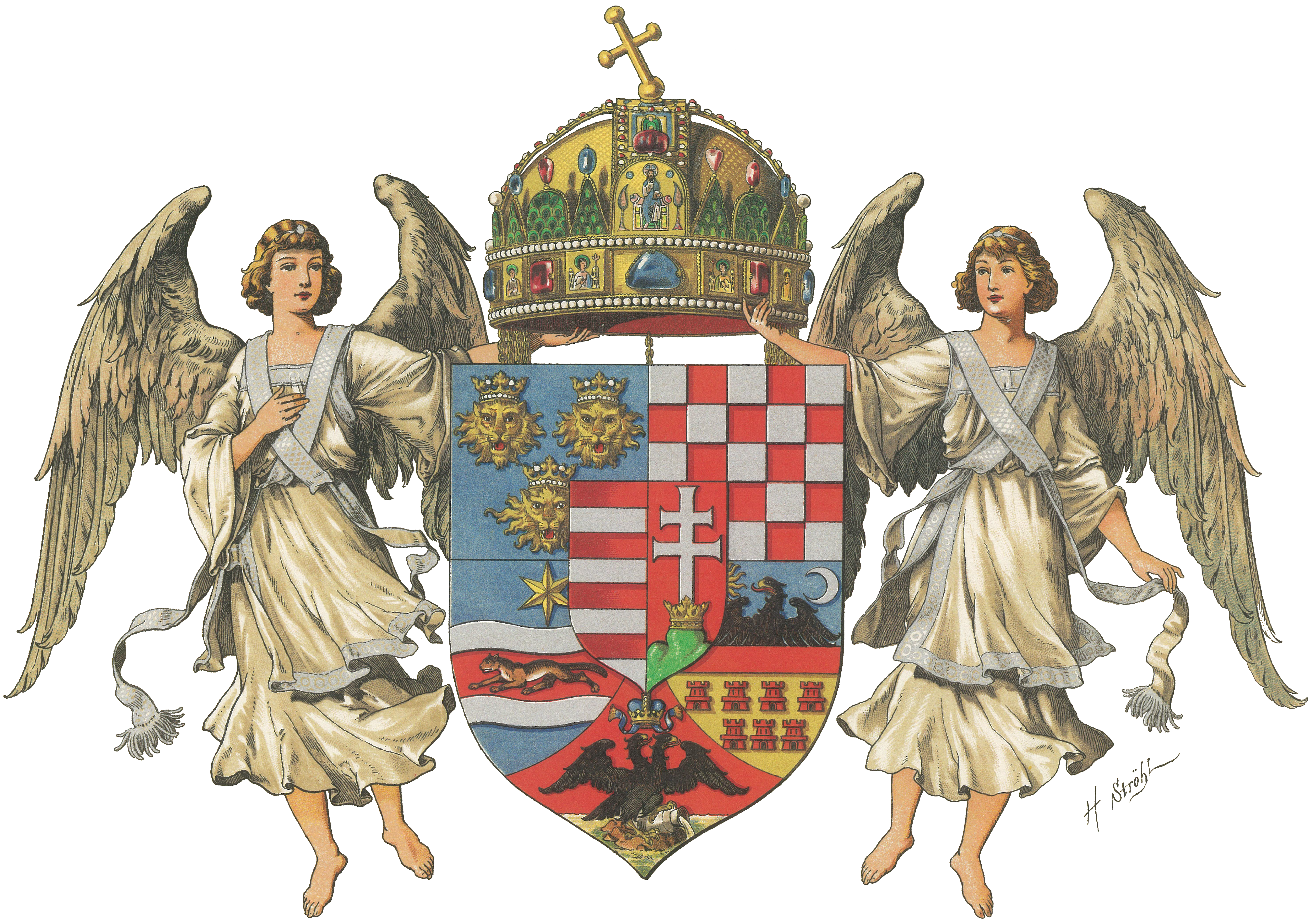
Das Wappen Ungarns (bis 1915)
Das Wappen Ungarns (1915–1918)

Dieses Wappen ersetzte Lajos Kossuth während der Revolution 1848/1849 durch ein Wappen ohne Stephanskrone, um die Unabhängigkeit Ungarns von Österreich sowie die republikanische Gesinnung der Revolution zu konstatieren. Außerdem hatte das Kossuth-Wappen eine besondere, oben und auf den Seiten nach innen gewölbte Schildform. Nach der Niederschlagung der Revolution wurde das monarchistische Wappen wieder eingeführt – nach dem politischen Ausgleich von 1867 bildete es, nunmehr zusammen mit einem mit dem kaiserlich-österreichischen Doppeladler, das Wappen der Österreichisch-Ungarischen Doppelmonarchie. Gleichzeitig erhielt Ungarn zusätzlich ein eigenständiges Wappen, welches auf dem alt-königlichen bzw. dem Kossuth-Wappen basierte und oben ausschließlich mit der Stephanskrone versehen war (ohne Doppeladler und den österreichischen Nationalfarben) – seit 1990 ist dieses ungarische Ausgleichs-Wappen von 1867 wieder Staatswappen des Landes.
Nach dem Ersten Weltkrieg wurde das königliche Wappen 1918 zunächst abgeschafft. Kurze Zeit galt wieder das republikanisch Wappen Kossuths von 1848, welches jedoch bald darauf während der viermonatigen kommunistischen Räterepublik 1919 durch den Roten Stern ersetzt wurde. Nach deren Niederschlagung und der Wiedereinführung der Monarchie 1919 mit Miklós Horthy als Reichsverweser galt bis 1944 wieder das königliche Wappen mit Stephanskrone, jedoch erweitert mit zwei seitlich schwebenden Engeln.
Bei der Machtübernahme der faschistischen Pfeilkreuzler-Partei 1944 entfielen die seitlichen Engel, ihrerstatt wurde das Wappen auf ein dunkelgrünes Pfeilkreuz (namensgebendes Symbol der Pfeilkreuzler) sowie auf ein rotes H (für deren Ideologie „Hungarismus“) gelegt.
Von 1946 bis 1949 galt zunächst wieder das republikanische Kossuth-Wappen von 1848. Nach der Machtübernahme der Kommunisten 1948 galt ab 1949 zunächst das stalinistische Wappen mit Hammer und Ähre (als Symbol der Arbeiter und Bauern), eingerahmt von einem Getreidekranz mit Rotem Stern – nach dem stalinistischen KP-Chef Mátyás Rákosi inoffiziell auch Rákosi-Wappen genannt.
Dieses (bei breiten Teilen der Bevölkerung verhasste) stalinistische Wappen wurde 1956 infolge des ungarischen Volksaufstandes abgeschafft (die ungarische Flagge mit herausgeschnittenem Rákosi-Wappen war eins der Symbole des Aufstandes), unter der Regierung von Imre Nagy galt wieder das Kossuth-Wappen. Nachdem der Aufstand mit sowjetischer Hilfe niedergeschlagen wurde, ließ die neue Regierung unter János Kádár ein neues Wappen entwerfen, welches zwar die Wiederherstellung der kommunistischen Diktatur symbolisieren, sich jedoch gleichzeitig vom Stalinismus nominell distanzieren sollte. So entfielen im neuen Wappen von 1957 – inoffiziell Kádár-Wappen genannt – Hammer und Ähren, stattdessen umgab der Getreidekranz mit Rotem Stern fortan lediglich ein schildförmiges Wappen (in der Form dem Kossuth-Wappen ähnlich) mit den ungarischen Nationalfarben.
Nach dem Zusammenbruch des Kommunismus 1989 gab es im Sommer 1990 im ungarischen Parlament teils heftige Diskussionen über das neue, demokratische Staatswappen Ungarns. Viele Abgeordnete sprachen sich für das republikanische Kossuth-Wappen von 1848 (schildförmig und ohne Stephanskrone) aus, doch schließlich setzte sich das Ausgleichs-Wappen von 1867 bei der Abstimmung durch (s. o.).
| Kommunistisches Wappen der Räterepublik | Faschistisches Wappen des Pfeilkreuzler-Regimes | Republikanisches Kossuth-Wappen                                                                                        | Kommunistische Wappen der Volksrepublik                                     | Kommunistische Wappen der Volksrepublik                                                                             |
| --------------------------------------- | ----------------------------------------------- | --- | --------------------------------------------------------------------------- | --- |
| Wappen Ungarns 1919                     | Wappen Ungarns 1945                             | Wappen Ungarns, verwendet 1848/1849, kurzzeitig 1918, 1945–1949 sowie während des ungarischen Volksaufstandes von 1956 | Das Wappen Ungarns während des Stalinismus 1949–1956 (sog. ‚Rákosi-Wappen‘) | Das Wappen Ungarns nach der Niederschlagung des ungarischen Volksaufstandes, ab 1957 bis 1990 (sog. ‚Kádár-Wappen‘) |